# Autocesta A11
Die Autocesta A11 (kroatisch für ,Autobahn A11‘) ist eine kroatische Autobahn, die durch die mittelkroatische Region Turopolje führt. Sie verbindet die Industriestadt Sisak mit Velika Gorica, dem Flughafen und der Hauptstadt Zagreb. Die Autobahn entlastet damit einige Gemeinden entlang der Državna cesta D30.
Zwischen Zagreb und Velika Gorica besteht eine vierspurige, aber nicht ampelfreie Strecke. Diese Strecke wird nicht ausgebaut, sondern östlich umfahren, Velika Gorica hingegen westlich.
Der 9 km lange Abschnitt Velika Gorica-Buševec wurde am 9. Mai 2009 für den Verkehr freigegeben, der 11 km lange Abschnitt von Buševec nach Lekenik wurde im April 2015 eröffnet.
Der Abschnitt zwischen den Autobahnknoten Velika Gorica und Jakuševec bei der A3 eröffnete am 3. November 2015 und umfasst eine Länge von 9 Kilometern. Am 22. Oktober 2024 wurde der 11 Kilometer Lange Abschnitt zwischen Lekenik und Sisak eröffnet.

## Maut
Aufgrund des Erdbebens in der Gespanschaft Sisak-Moslavina wurde die Maut auf der gesamten Autobahn vorübergehend aufgehoben. Die Aufhebung der Mautgebühren soll zur Normalisierung der Lebens- und Arbeitsbedingungen der Bevölkerung sowie zum Wiederaufbau, zur Wiederbelebung und zur Erholung der Wirtschaft beitragen. Die A11 soll aktuell bis zum 31. Dezember 2024 mautfrei bleiben.